# マスドライバー (企業)
株式会社マスドライバー（ますどらいばー、英語：MASSDRIVER Inc.）は、東京都中央区に本社を置くWebマーケティングを専門とする企業。SEO対策やSNS運用、広告運用、海外進出支援や海外Webマーケティングを手掛ける。

## 概要
- SEO対策や広告運用をはじめ、SNS運用やWebサイトの作成など、Webマーケティングのサービス全般を行なっている。近年では、日本企業の米国進出支援サービスを提供。またアメリカに支店があり、現地とのリレーションシップや人材採用を強化しているため、日本国内とアメリカでのWebマーケティングを得意とする[2] 。

- 創業の背景には、牧野徹郎が2015年に設立し、経営するfavaryにおいて制作したゲームがSNS上で話題となり、Webマーケティングの重要性と手応えを実感したことがある。加えて、牧野は家庭用医療機器の会社に勤務していた時の経験から「誰かのためになりたい、助けたい」という気持ちがあり、これらの想いが重なり、Webマーケティングの支援を通して企業や人を支援していきたいと考え起業に至った。
- 社名の「マスドライバー」は、重力を振り払い宇宙に向けて物資を打ち上げる装置のことを指す。重力と同様に、ビジネスを軌道に乗せるためにも、閾値を超えるエネルギーを投入する必要があり、クライアントのビジネスのマスドライバーとなりたいという想いから、この言葉を社名に選んだ。[3]
- 会社の運営には、難聴当時者で難病の子どもの親でもある牧野友香子の経験も生かされている。障害のある子どもがいる場合、働きたくても働けない親がいる現状を目にし、子どものリハビリや療育のため、在宅が必須である場合でも仕事で成果を出せるよう、オンラインベースの会社にしている。実際に、マスドライバーには障害や難病を抱える子どもを持つ親たちが在籍している[4]。

## 沿革
2021年
- 3月　デジタルマーケティングに関するコンサルティングサービスおよび実務支援を提供することを目的として、牧野徹郎と牧野友香子が株式会社Mass driverを設立。

2022年
- 6月　日本企業の海外進出支援を提供開始。同年11月、特に日本からアメリカへの進出支援を、現地にて実施することを目的に、アメリカ本土への拠点作成準備を開始。同時期に、創業者の牧野徹郎と牧野友香子が二人の子どもと共にアメリカのテキサス州ダラスに移住した[5][6] 。

2023年
- 2月　ダイバーシティ&インクルージョンに配慮したマーケティング実行支援サービスを提供開始[7]。同年8月、日本からの海外進出支援の現地法人としてMASSDRIVER USA LLCを設立。
- 10月　本社を東京都中央区に移転。株式会社MASSDRIVERに社名を変更。

2024年
- 7月　株式会社マスドライバーに社名を変更。[1]
- 9月　日本初のWebマーケティングプラン「ソーシャルビジネス応援プラン」を提供開始[8]。同年12月、Webマーケティングと生成AIに特化したeラーニングシステム「DX・AI活用人材開発オンライン講座」を提供開始[9]。

## 事業内容
- SEO対策
- SNS運用
- 広告運用
- HP/LP作成
- 採用支援
- 成約率（CRO）
- 海外進出支援
- 海外Webマーケティング

## 事業所
東京本社
東京都中央区日本橋箱崎町30-1 A.i.Nihoｍbashi EAST 1F
横浜支社
神奈川県横浜市神奈川区栄町5-1 横浜クリエーションスクエア14F
米国支社
MASSDRIVER USA LLC  190 E Stacy RD STE 306-297, Allen